# Українська Героїчна Пісня
Українська Героїчна Пісня — збірка українських виконавців, яка була видана на лейблі "Країна Мрій" у 2008 році.

## Композиції
1. Тарас Компаніченко & Воплі Відоплясова — Марш Січових Стрільців
2. Тарас Чубай — Пливе Кача
3. Хвилю тримай — Я Сьогодні Від Вас Від'їзжаю
4. ФлайzZzа — Гей Же Гу!
5. Танок На Майдані Конґо — Пливе Човен
6. Мандри — Сьогодні Нас Карпати Зустрічають
7. Назад Шляху Немає & Лукині Роси — Соловейко, Рідний Брате
8. Тартак & Андрій Підлужний — Не Кажучи Нікому (UHS Mix)
9. Хорта — Партизанська
10. Еффа Feat. Tretyakoff — Прощання Стрільця
11. Вертеп — «Гей, Гуляє Полем Курява По Степам…»
12. ДримбаДаДзиґа — Стрільці
13. Вася Club — Чорна Гора
14. Марія Бурмака — Гей, На Горі, На Маківці
15. Воплі Відоплясова — «Ще Не Вмерла…»